# 朱斯蒂宫

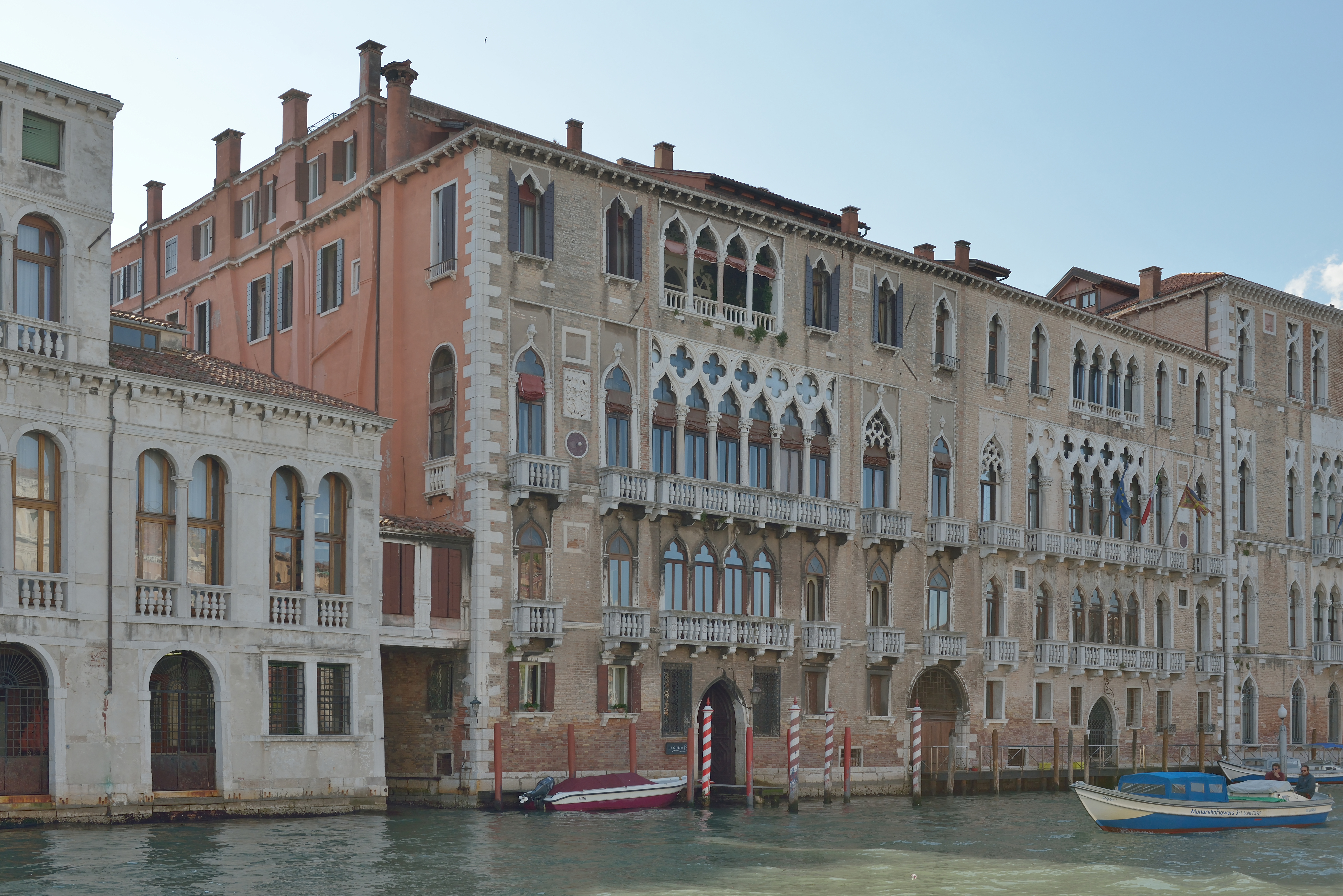

朱斯蒂宫（Palazzo Giustinian）是意大利北部威尼斯第一座宫殿，位于多尔索杜罗区的大运河畔，紧邻福斯卡里宫。它是最好的晚期威尼斯哥特式建筑之一。

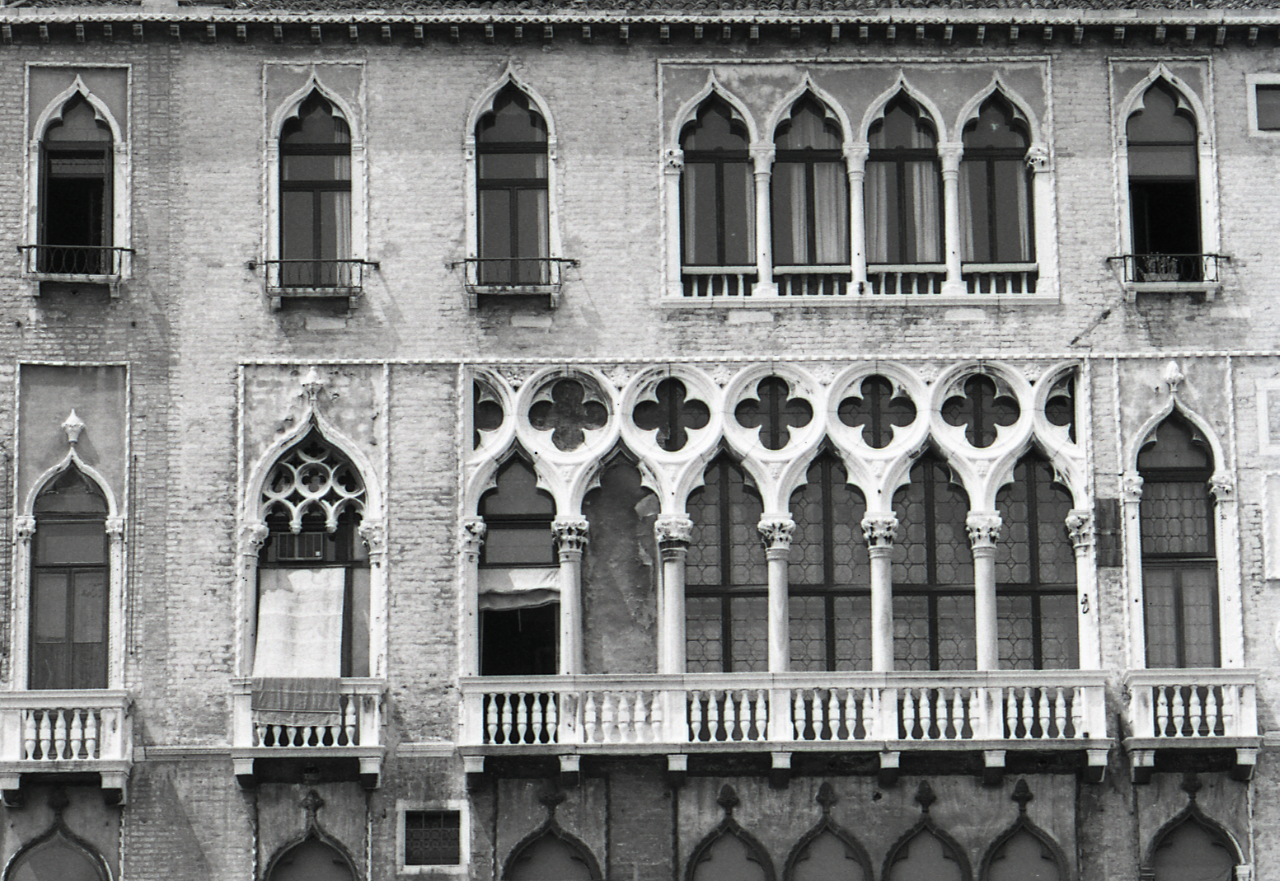

该建筑建于十五世纪晚期。朱斯蒂家族在十九世纪卖掉了宫殿。从那以后，一些名人曾在此居住。德国作曲家瓦格纳于1858和1859之间在此写了《特里斯坦与伊索尔德》第二幕。
现在该建筑是威尼斯福斯卡里宫大学的一部分。